# Acoplamento dipolar residual
O acoplamento dipolar residual (residual dipolar coupling (RDC), em inglês) entre dois spins numa molécula ocorre se as moléculas em solução exibem um alinhamento parcial que conduz a uma média incompleta dos acoplamentos dipolares anisótropos espaciais.
O alinhamento molecular parcial conduz a uma média incompleta das interações magnéticas anisótropas tais como a interação magnética dipolo-dipolo (também chamada acoplamento dipolar), o deslocamento químico anisótropo, ou a interação eléctrica de quadripolos. As interações magnéticas anisótropas residuais estão a tornar-se cada vez mais importantes em espectroscopia RMN biomolecular.

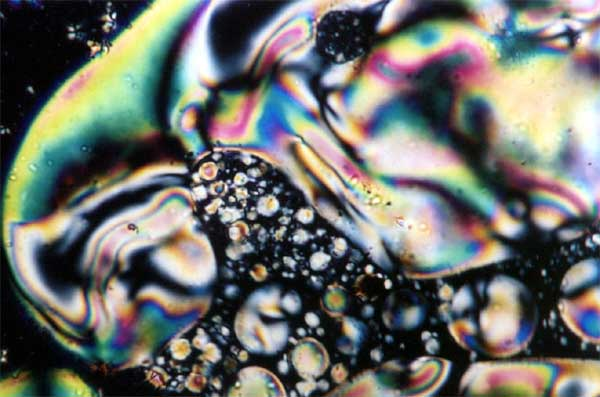
É comum utilizar cristais líquidos para observar os acoplamentos dipolares residuais em espectros de RMN em estado líquido de alta resolução.

## História e trabalhos pioneiros
A espectroscopia mediante RMN num meio parcialmente orientado foi descoberta em 1963, e um ano mais tarde Saupe num trabalho, apresentou a teoria essencial que descreve e dá uma explicação aos fenómenos que se observam. Depois deste começo publicaram-se numerosos trabalhos informando sobre espectros de RMN em diversas fases líquidas cristalinas (ver e.g.).
Outra técnica para casos de alinhamento parcial que não está limitada por uma anisotropia mínima é o alinhamento induzido por deformação num gel (SAG- "Strain Induced Alingnment"), que se baseia em trabalhos pioneros de Deloche e Samulski. A técnica foi amplamente utilizada para estudar as propriedades de géis de polímeros por meio de RMN de alta resolução de deutério, mas só recentemente se usou alinhamento em gel para induciz RDC em moléculas dissolvidas no gel. O SAG permite um escalamento sem restrições de alinhamento sobre uma ampla classe e pode ser usado para solventes aquosos como também orgânicos, segundo qual seja o polímero utilizado. Um exemplo em solventes orgânicos, são as medições de RDC em géis depolistireno estendido embebidos em CDCl3 que é u método de alinhamento muito promissório.
Em 1995, James H. Prestegard e colaboradores demonstraram que o espectro RMN de certas proteínas (neste caso cianometmioglobina, que tinha uma muito elevada susceptibilidade anisótropa paramagnética), medida num campo muito intenso, poderia conter informação útil para complementar a NOE na determinação de um enrolamento terciário.
Em 1996 e 1997, Tjandra et al. mediram RDCs em ubiquitina, uma proteína diamagnética, os resultados reproduziram e estiveram em correspondência com a estrutura cristalina.